# Fondation pour l'action culturelle internationale en montagne
La Fondation pour l'action culturelle internationale en montagne est une association française dont l'objectif est de valoriser le patrimoine culturel de la Savoie.
Créée en 1970 par Gilles de La Rocque, directeur de l'office de tourisme de Courchevel de 1960 à 1982, elle est reconnue d'utilité publique par décret du Conseil d'État du 18 juillet 1976. Elle devient Fondation Facim en 2009.
Elle est un partenaire des pouvoirs publics pour la valorisation du patrimoine. Elle organise et met en place la promotion des vallées de la Maurienne, Tarentaise, Beaufortain et Val d'Arly, les « Hautes vallées de Savoie », à travers le label du « Pays d'art et d'histoire ».